# Barry Stewart (basketballer)
Barry Stewart (Shelbyville, 4 februari 1988) is een Amerikaans voormalig basketballer.

## Carrière
Stewart speelde collegebasketbal voor de Mississippi State Bulldogs van 2006 tot 2010. In 2010 werd hij niet gekozen in de NBA-draft en tekende hij een contract bij de Duitse eersteklasser TBB Trier. Hij speelde een seizoen in Trier en stapte dan over naar reeksgenoot Gießen 46ers. Hij keerde nadat ene seizoen terug naar TBB Trier waar hij nog een seizoen speelde. In 2013 tekende hij bij de Antwerp Giants in de Belgische competitie.
In 2014 tekende hij een contract bij Limburg United waar hij twee seizoenen speelde. In 2016 keerde hij terug naar de Duitse eerste klasse bij Tigers Tübingen. Hij speelde nadien nog een seizoen voor AEK Larnaca en CSU Sibiu.